# حمص إسفيني
حمص إسفيني (الاسم العلمي:Cicer cuneatum) هي نوع نباتي يتبع جنس الحمص من فصيلة البقولية.